# Бар Каппара
Бар-Ка́ппара (иуд.-арам. בר קפרא‎; по-еврейски — Бен ха-Ка́ппар, др.-евр. בן הקפר‬) — израильский учёный конца II — начала III веков, занимающий среднее положение между таннаем и амораем. Его полное имя — Элеазар бен-Элеазар ха-Каппар. Ученик Рабби и составитель несохранившегося сборника  Мишны ("Мишна Бар-Каппары").

## Имя
Под именем Элеазар бен-Элеазар га-Каппар он выступает в таннаитских источниках, в Тосефте. Обычная талмудическая форма «Бар-Каппара» и часто встречающееся название «Элеазар га-Каппар Берабби» являются сокращенными формами полного имени Бар-Каппары.

## Биография
Сын танны пятого поколения Элеазара га-Каппар («бен-Элеазар»).

### Сепфорис: ученик Рабби
Подобно почти всем тем, которые занимали среднее положение между таннаями и амораями и удобства ради назывались сокращённо «полутаннаями», Бар-Каппара был в Сепфорисе учеником рабби Иехуды ха-Наси, известного как просто Рабби; возможно, что его учителями были также рабби Натан Вавилонский и рабби Иеремия бен-Элеазар (ивр. -  ירמיה בן אלעזר Jeremiah ben Eleazar), тождественный, вероятно, с Иеремией, упоминаемым в «Мехилта» и «Сифре».
У Рабби был зять, Бен-Элаша, богатый, но невежественный человек, часто подвергавшийся едкой сатире Бар-Каппары. Одно непочтительное замечание Бар-Каппары относительно Рабби, сделанное им в присутствии его сына Симона, было последним сообщено Рабби, который вслед за тем дал понять Бар-Каппаре, что впредь его видеть не хочет.
Бар-Каппара — последний учёный эпохи Талмуда, о котором сообщается, что он знал басни. Мидраш рассказывает, что Рабби не пригласил Бар-Каппару на свадьбу своего сына, и тот отомстил ему следующим образом: на пиру, который после свадьбы устроил Рабби в честь Бар-Каппары, последний рассказал много (300, как сообщает Мидраш) басен о лисицах, и гости, заслушавшись этих рассказов, оставили кушанья нетронутыми.

### Кесария: собственная школа
Натянутые отношения между Бар-Каппарой и семейством патриарха (Рабби) заставили его удалиться из Галилеи на юг Израиля (в то время - римская провинция Палестина), где он учредил собственную академию в Кесарии, и его школа стала серьёзной соперницей школы его учителя Иехуды ха-Наси (Рабби). Наиболее значительными из его учеников были Ошаия Рабба, «отец Мишны», и Иошуа бен-Леви, выдающийся агадист, который в значительной степени повторял агаду Бар-Каппары.
Его душевное величие признавали Ханина бен-Хана и Иоханан бен-Наппаха, бывшие опорами патриаршего двора. Рассказывают, что однажды он оказал услугу римлянину, потерпевшему кораблекрушение, за это впоследствии путешественник, назначенный проконсулом Кесареи, имел случай выказать благодарность: он освободил — по просьбе Бар Каппары — арестованных за политические беспорядки евреев.
Был не только был "поклонником" естественных наук, считавшихся большинством евреев того времени запретной «греческой мудростью», он, кроме того, ценил также эллинское чувство прекрасного и был редким палестинским евреем, относившимся благоприятно к литературной деятельности александрийских евреев.

## Учение и труды
По его мнению, еврей, читающий ежедневно два отрывка Торы, один утром, другой вечером, тем уже исполняет предписание изучать Закон Божий днём и ночью.
Объявлял аскетизм грехом в эпоху, когда посты и всякого рода воздержание почитались величайшими добродетелями.

### Афоризмы
- «Если человек умеет вычислять солнцестояния и движения планет [то есть знает астрономию] и не занимается этими вычислениями, то к нему можно применить стих (Ис. 5:12): „А на дела Господа они не взирают, и о деяниях рук Его не помышляют“»[8].[1]

- Его толкование стиха из Торы - из Берешит ( Быт. 9:27) гласило: «Слова Торы будут читаться на языке Яфета [греков], в шатрах Сима [в синагогах и школах]»[12].[1]

- Ссылаясь на Книгу Дварим Втор. 4:32: «Ибо спроси у времён прежних, бывших прежде тебя, с того дня, как Бог сотворил человека на земле», Бар Каппар говорит: «Старайся знать о том, что произошло в дни, следовавшие за творением, но не ищи узнать, что произошло до творения»[13].[1]

- «Писание (Чис. 6:11) говорит: „Священник… очистит его (назорея) от согрешения его душой“. Какой душой он согрешил? Он добровольно отказался от вина. Если назорей, отказавшийся только от вина, именуется грешником, то насколько должен почитаться грешником тот, кто отказывается от всех наслаждений!»[14].

- Поэтические слова, в которых Бар Каппара возвестил о смерти Рабби собравшимся жителям Сепфориса: «Братья дома Иедаи [так он называет жителей Сепфориса], слушайте меня! Смертные и ангелы долго спорили из-за обладания священными скрижалями завета; ангелы победили и завладели скрижалями»[15].[1]

### «Мишна Бар-Каппары»
Среди амораев был известен как автор так называемой «Мишны Бар-Каппара». Это собрание Мишны не сохранилось; его уже, вероятно, не существовало во время окончательной редакции Мишны. Многочисленные места его Мишны вошли в Талмуд. Меири называет этот сборник дополнением к «Мишне» его учителя Рабби, имевшим главной целью объяснение последней и лишь в редких случаях дававшим мнение, отличное от мнения Мишны. Мишна Бар-Каппары представляла варианты Мишны Рабби и позже настолько смешалась с текстом последней, что возникло сомнение, принадлежит ли данная Мишна первой или последней.
Мишной Бар-Каппары пользовался также редактор Тосефты, который извлёк из неё некоторые решения. В вавилонской Гемаре мишнаитский сборник Бар-Каппары цитируется однажды — в месте, имеющим своим источником палестинца Симона бен-Лакиш.